# Венцислав Лаков
Венцислав Асенов Лаков е български политик, народен представител, избран от листата на ПП „Атака“ в XLI народно събрание. Владее английски и руски език.

## Биография
Венцислав Лаков е роден на 28 февруари 1962 година в София. През 1989 година завършва специалност „Българска филология и журналистика“[ неясно? ] в СУ „Св. Климент Охридски“.
Лаков е бил зам.-главен редактор на вестник „Атака“ (2006 – 2009). Работи като журналист във вестниците „Свободен народ“, „Демокрация“, „24 часа“, „Стандарт“, „Монитор“ и „Земя“.